# Bryum albopulvinatum
Bryum albopulvinatum là một loài Rêu trong họ Bryaceae. Loài này được Müll. Hal. mô tả khoa học đầu tiên năm 1886.